# Viterbis algoritm
Viterbis algoritm används framför allt inom området telekommunikation, dels för avkodning av faltningskoder samt som utjämnare i radiomottagaren.
Viterbis algoritm uppfanns av Andrew Viterbi för att användas som felrättande kod i brusiga kommunikationslänkar. 

## Användning i MLSE-utjämnare
Antalet tillstånd i en MLSE-utjämnare är M^(L-1) där M är modulationsordningen och L är kanallängden. 
För till exempel mobilstandarden EDGE brukar man använda en kanallängd på L=6. Modulationen som används är 8-psk vilket gör att M=3. Antalet tillstånd i MLSE-utjämnaren blir då 3^(6-1)=243 vilket är fler tillstånd än vad dagens signalprocessorer klarar av i en basstation. Genom att använda RSSE (Reduced-State Sequence Estimation) reduceras antalet tillstånd till M^(K-1) där K<L. Då K=1 reduceras MLSE-utjämnaren till en DFSE-utjämnare (Decision Feedback Sequence Estimator).